# Championnats d'Europe de trampoline 2002
Navigation
Édition précédente Édition suivante
Les 18e Championnats d'Europe de trampoline, tumbling et double mini-trampoline ont lieu à Saint-Pétersbourg en Russie du 14 novembre 2002 au 16 novembre 2002.

## Résultats

### Senior
| Épreuves                                   | Or                                         | Argent                                 | Bronze                                   |
| ------------------------------------------ | ------------------------------------------ | -------------------------------------- | ---------------------------------------- |
| Hommes                                     |                                            |                                        |                                          |
| Trampoline par équipe résultats détaillés  | Ukraine 122,9 pts                          | Russie 121,6 pts                       | Royaume-Uni 119,6 pts                    |
| Double Mini par équipe résultats détaillés | Portugal                                   | Royaume-Uni                            | Russie                                   |
| Tumbling par équipe résultats détaillés    | Russie 111,1 pts                           | France 110,7 pts                       | Royaume-Uni 108,4 pts                    |
| Individuel résultats détaillés             | Alexander Moskalenko                       | Guerman Khnytchev                      | David Martin                             |
| Double Mini résultats détaillés            | Alex Cuenca                                | Amadeu Neves                           | Martin Gromowski                         |
| Tumbling résultats détaillés               | Andrey Dukhno                              | Yves Tarin                             | Robert Proctor                           |
| Synchro résultats détaillés                | Henrik Stehlik Markus Kubicka              | Simon Milnes Mark Alexander            | Alexander Moskalenko Alexander Roussakov |
| Femmes                                     |                                            |                                        |                                          |
| Trampoline par équipe résultats détaillés  | Russie 117,60 pts                          | Ukraine 116,10 pts                     | Royaume-Uni 115,40 pts                   |
| Tumbling par équipe résultats détaillés    | Ukraine 102,10 pts                         | Royaume-Uni 101,20 pts                 | Biélorussie 99,30 pts                    |
| Synchro résultats détaillés                | Tatiana Petrenia Galina Lebedeva 47,90 pts | Kirsten Lawton Claire Wright 47,80 pts | Anna Dogonadze Tina Ludwig 47,70 pts     |
| Double Mini résultats détaillés            | Ilse Despriet 62,70 pts                    | Katarina Prosekova 62,?0 pts           | Kathrin Deuner 62,30 pts                 |
| Tumbling résultats détaillés               | Elena Bluzhina 73,10 pts                   | Kathryn Peberdy 72,40 pts              | Olena Chabanenko 69,50 pts               |
| Individuel résultats détaillés             | Natalia Tchernova 39,60 pts                | Olena Movchan 39,60 pts                | Galina Lebedeva 39,20 pts                |

### Junior
| Épreuves                                  | Or                               | Argent                        | Bronze                             |
| ----------------------------------------- | -------------------------------- | ----------------------------- | ---------------------------------- |
| Hommes                                    |                                  |                               |                                    |
| Trampoline par équipe résultats détaillés | Russie                           | France                        | Biélorussie                        |
| Tumbling par équipe résultats détaillés   | Biélorussie                      | Russie                        | Pologne                            |
| Individuel résultats détaillés            | Andrei Oudalov                   | Alexey Ilichev                | Sébastien Martiny                  |
| Double Mini résultats détaillés           | Mikhail Povkh                    | Duarte Lebre                  | Dominic Swaffer                    |
| Tumbling résultats détaillés              | Andrei Kabishev                  | Alexandre Gontcharov          | Tomasz Adamcyk                     |
| Synchro résultats détaillés               | Maksim Kolosevich Denis Akulenok | Oleg Shatikhin Oleksandr Plis | Miroslaw Pyznar Lukasz Tomaszewski |
| Femmes                                    |                                  |                               |                                    |
| Trampoline par équipe résultats détaillés | Royaume-Uni                      | France                        | Pays-Bas                           |
| Tumbling par équipe résultats détaillés   | Russie                           | Royaume-Uni                   | Biélorussie                        |
| Synchro résultats détaillés               | Galina Gontcharenko Anna Ivanova | Jessica Simon Vera Nohse      | Katherine Driscoll Hannah Lewis    |
| Double Mini résultats détaillés           | Galina Gontcharenko              | Nicole Pacheco                | Emelie Andersson                   |
| Tumbling résultats détaillés              | Samantha Palmer                  | Elena Gayganova               | irina Kravtsova                    |
| Individuel résultats détaillés            | Annah Lewis                      | Olga trepashkina              | Vera Nohse                         |